# تاریخ ادسا

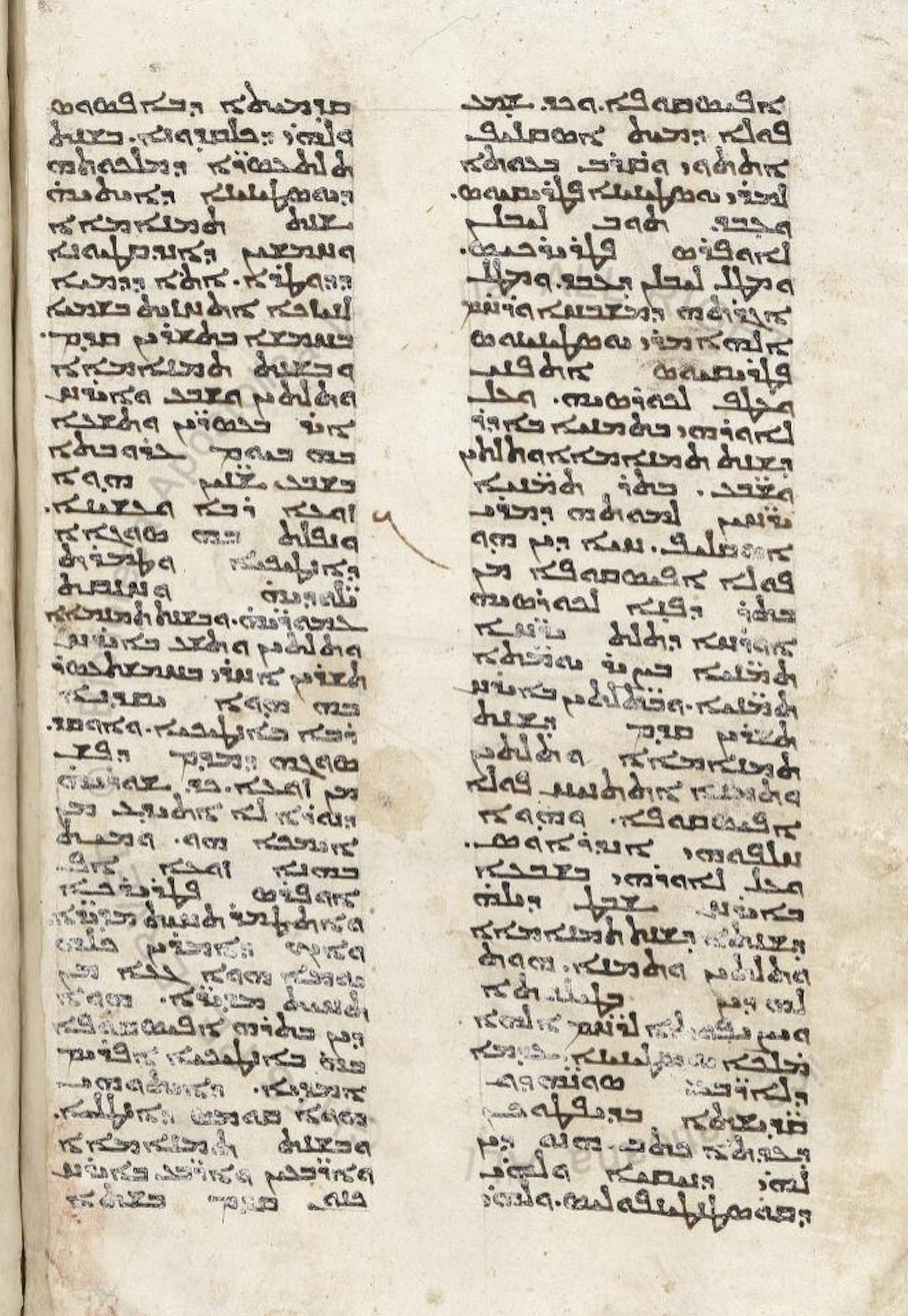
تاریخ ادسا

تاریخ ادسا یا تاریخ الرها، کتابی‌است به زبان سریانی، که کمی پس از سال ۵۴۰ میلادی نوشته شده‌است و دربردارندهٔ رخدادهای سال ۱۳۲ پیش از میلاد تا ۵۴۰ میلادی است. از جمله منابع این کتاب، کتابی از تاریخ ایران بوده که دیگر در دست نیست.
این کتاب دو دوره تاریخی را در بر می‌گیرد دوره اول حکومت ساتراپان نیمه‌خودفرمان آبگاری اسروئن به سرپرستی روم، و دوره دوم اسروئن استان روم.
کتاب در مورد تاسیس مسیحیت در اولین پادشاهی مسیحی جهان است. در کتاب داستان یک سیل در رودخانه دیصان که باعث آسیب دیدن یک کلیسا شده است ثبت شده و این اولین جایی است که در یک متن به یک ابنیه که به اعتقاد مسیحی مربوط است اشاره می‌شود.